# Stadion Kleanthis Vikelidis
Stadion Kleanthis Vikelidis (grč. Στάδιο Κλεάνθης Βικελίδης) ili Harilaou (grč. Χαριλάου) je nogometni stadion i dom solunskog Arisa. Otvoren je 6. studenog 1951. godine a dizajnirali su ga britanski i talijanski arhitekti Richard Rogers odnosno Renzo Piano.
Kroz dugi niz godina, stadion je bio poznat pod jednostavnim imenom Stadion Aris. 2004. godine naziv mu je promijenjen u čast legendarnom Arisovom nogometašu i treneru Kleanthisu Vikelidisu (iako se češće koristi alternativni naziv Harilaou po gradskoj četvrti u kojoj je stadion izgrađen). Smješten je na jugoistoku Soluna te je okružen stambenim zgradama čime zbog čega je onemogućeno njegovo širenje.
Stadion Kleanthis Vikelidis je službeno otvoren 6. studenog 1951. te je prva utakmica odigrana na njemu između domaćeg Arisa i pirejskog Olympiacosa. Taj susret dobili su gosti s 2:1. Početkom 1990-ih na njemu su postavljeni reflektori te je Aris svoju prvu utakmicu pod svjetlima reflektora odigrao u srpnju 1993. godine protiv gradskog rivala Iraklisa koju je dobio minimalnom pobjedom.
Kapacitet stadiona iznosi 22.800 mjesta dok je za potrebe održavanja međunarodnih utakmica, njegov kapacitet smanjen na 18.540 u potpunosti sjedećih mjesta. Stadion je obnovljen 2003. godine za potrebe Olimpijade 2004. kojoj je Atena bila domaćin. Osim terena i tribina, stadionski kompleks uključuje i teretanu, bazen, VIP lože te restoran.